# Callidula propinqua
Callidula propinqua es una polilla de la familia Callidulidae. Se encuentra en Célebes.